# Жуль Лімбек
Жуль Лімбек (фр. Jules Limbeck, угор. Limbeck Gyula; 1899 — 1937) — французький футбольний тренер угорського походження.

## Біографічні відомості
Дьюла Лімбек народився 1899 року в Трансільванії (територія сучасної Румунії). Згодом родина переїхала до Будапешта. В радянській пресі писали, що виступав за «Ференцварош», «Уйпешт», віденську «Аустрію» і бельгійські команди, але інших підтверджень цьому немає.
Під його керівництвом «Галатасарай» став переможцем Стамбульської ліги 1931 року. У першій половині 30-х років очолював французькі клуби «Ліон», «Расінг» (Париж) і «Ам'єн». В останній команді був граючим тренером. Став громадянином Франції й змінив ім'я на місцевий манер — Жуль.
1936 року відгукнувся на пропозицію попрацювати в Радянському Союзі. Спочатку тренував збірну Запоріжжя. У першому чемпіонаті СРСР серед команд групи «Г» був наставником дніпропетровської «Сталі» (четверте місце серед п'яти учасників), також очолював і збірну міста.
На Кавказі провів семінар для місцевих тренерів. За його результатами 22 спеціаліста з Грузії, Азербайджану і Вірменії отримали дипломи. Там Лімбеку сподобалося, і він прийняв пропозицію «динамівців» Тбілісі, які восени дебютували в елітній лізі радянського футболу. У газеті «Вечірній Тбілісі» так охарактеризував дії своїх нових підлеглих:
|  | Команда сильна, але їй необхідні серйозні тренування і перебудова тактики гри. Я почав проводити з командою систематичні тренування по моїй системі. Команда тренується як з м'ячем, так і з легкої атлетики. Ми будемо тренуватися, незважаючи ні на яку погоду, тому що не можна допустити, щоб успіх команди залежав від погоди... Вони можуть, і будуть грати краще. |

Під керівництвом французького фахівця «Динамо» посіло третє місце в осінній першості 1936 року і дійшло до фіналу першого розіграшу Кубка СРСР. Але більшість гравців були категорично налаштовані проти нових методів тренувань і жорсткої дисципліни, тому в березні наступного року Жуль Лімбек залишив Тбілісі.
З квітня 1937 року очолював московський «Локомотив». Керівництво «залізничників» було незадоволене діяльністю іноземного тренера; у порівнянні з минулим чемпіонатом команда опустилася з четвертого місця на шосте, а в національному кубку зупинилася в півфіналі.
Подальша доля невідома. За однією з версій, був репресований 1937 року за поразку «Локомотива» у товариському матчі проти збірної Країни Басків (1:5).

## Досягнення
- Переможець Стамбульської ліги (1): 1931
- Третій призер чемпіонату СРСР (1): 1936 (осінь)
- Фіналіст кубка СРСР (1): 1936